# Anders Randrup
Anders Degn Randrup (født 16. juli 1988) er en tidlligere dansk fodboldspiller, der spillede som forsvarsspiller i den svenske Allsvenskan-klub Helsingborgs IF, Hvidovre If og AC Horsens
Anders Randrup har sideløbende sin fodboldkarriere taget en uddannelse på CBS i København, som han påbegyndte i 2008.

## Karriere

### Brøndby IF
Anders Randrup fik sin 1. holds-debut 11. marts 2007 for Brøndby IF. En måned senere rev han skulderen af led i en udekamp mod AaB, og det kostede en måneds pause. Han nåede dog i slutningen af forårssæsonen at komme tilbage på holdet. Da kontrakten med Brøndby IF udløb i sommeren 2013 havde Randrup spillet 136 Superligakampe for klubben.

### AC Horsens
I sommeren 2013 indgik Randrup en to-årig kontrakt med AC Horsens, der netop var rykket ud af Superliga til 1. division. Her var han udset til at afløse Alexander Juel Andersen, der netop var blevet solgt til AGF. Anders Randrup fik sin officielle debut for AC Horsens den 28. juli 2013, da han blev skiftet ind i det 71. minut i stedet for Henrik Toft i en 4-1-sejr hjemme over Akademisk Boldklub, der samtidig gav debut til Erik Marxen og Thomas Villadsen.

### FC Vestsjælland
Efter et enkelt år i AC Horsens skiftede Anders Randrup den 26. juni 2014 til FC Vestsjælland, hvor han skrev under på en toårig kontrakt. FC Vestsjælland hentede ham på en fri transfer. Den 8. september 2014 blev Randrup alvorligt knæskadet i et Superligaopgør imod Randers FC. Ti dage senere blev han opereret i knæet, og det blev udmeldt fra klubbens side, at han kunne se frem til en pause på et halvt år, efter kun at have spillet tre kampe i sæsonen forinden. Han gjorde comeback i Superligaen i sidste spillerunde, da han startede inde og spillede alle 90 minutter den 7. juni 2015 i en 3-1-sejr hjemme over Silkeborg IF.

### IF Elfsborg
Det blev bekræftet den 21. december 2015, at Randrup havde skrevet under på en kontrakt med IF Elfsborg i Sverige.

## International karriere
Randrup debuterede på Danmarks fodboldlandshold den 26. marts 2008 i en venskabskamp mod Tjekkiet. Kampen endte 1-1 og Randrup kom på banen efter 65 minutter som afløser for Thomas Kristensen.